# Viniccius13
Paulo Viníccius Santos Ferraz (São João do Paraíso, 21 de setembro de 1993), mais conhecido como viniccius13, é um youtuber e influenciador digital brasileiro. Ganhou notoriedade ao produzir conteúdo relacionado ao jogo eletrônico Minecraft, destacando-se por sua websérie autoral "Em Busca da Casa Automática".

## Carreira
Viníccius iniciou seu canal no YouTube em 18 de janeiro de 2011, publicando seu primeiro vídeo em 29 de junho do mesmo ano, intitulado "Minecraft Pirâmide de espelhos", onde ele mostra uma pirâmide espelhada no Minecraft, usando uma ilusão de ótica.

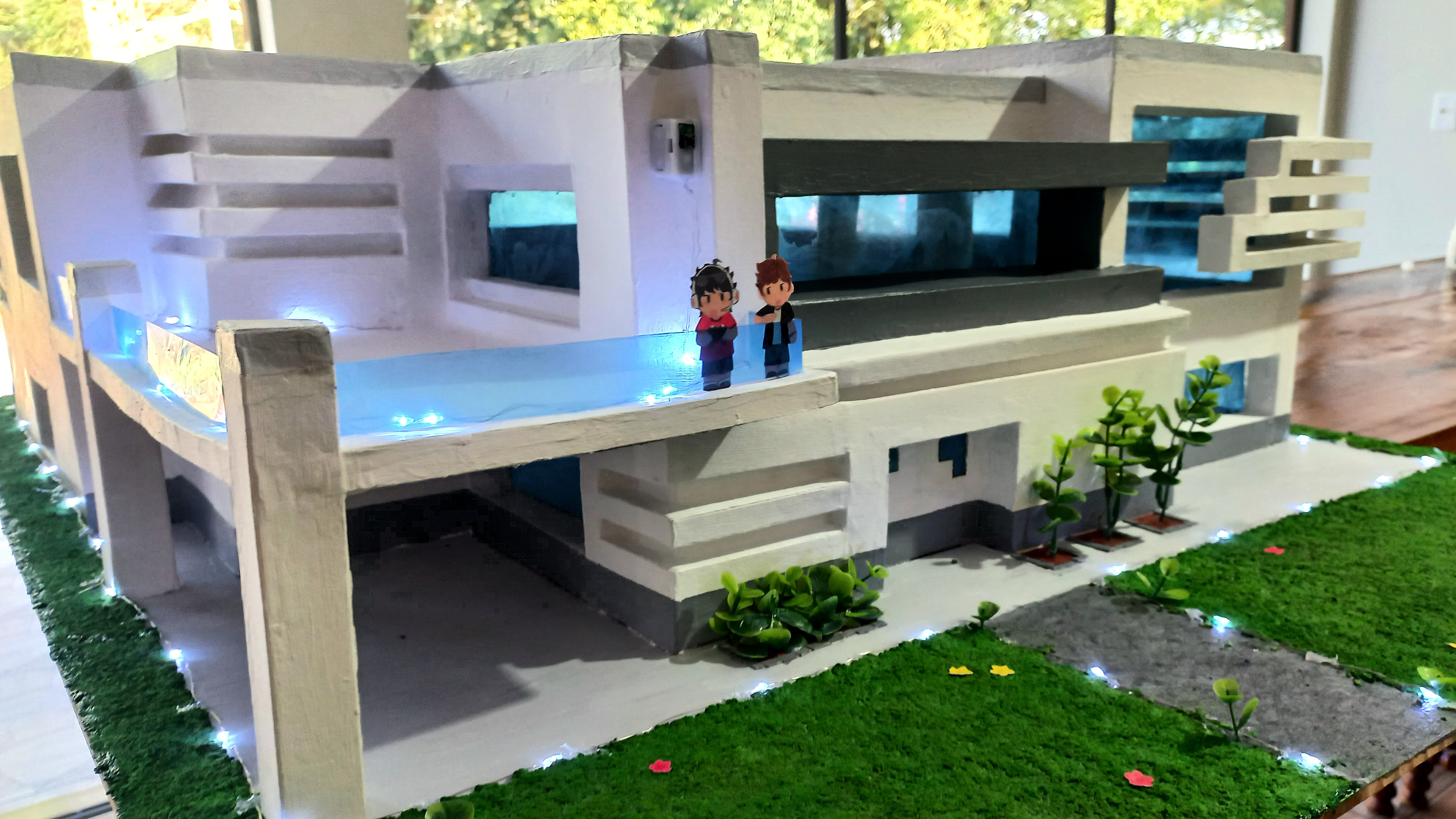
Maquete da "Casa Automática" em escala 1:25

Em 2013, iniciou sua websérie autoral mais conhecida, "Em Busca da Casa Automática", ao lado do youtuber Davi Gamer. A série acompanha a construção de uma base totalmente automatizada no Minecraft, utilizando mecanismos complexos com redstone, um mineral avermelhado fictício encontrado no jogo que é usado para levar energia de um ponto para outro. Com o tempo, o projeto evoluiu para a criação de um mundo automatizado, incluindo construções artísticas, farms automáticas e sistemas avançados de automação, realizando decorações e obras artísticas, com uma narrativa sobre como os espectadores podem fazer criações semelhantes em seus próprios mapas.
Seus vídeos apresentam viniccius13 jogando enquanto faz comentários sobre o que está fazendo ou outros detalhes e curiosidades do jogo. O estilo de edição de vídeo aplicado no canal faz uso intensivo de memes tanto em imagens quanto em sons.
No final de 2021, teve o canal ameaçado de exclusão pela plataforma YouTube devido a mudanças nas políticas de direito autoral.
Em 2025, foi destaque no IGN Brasil por desenvolver uma tecnologia inovadora no Minecraft, utilizando redstone para criar exibições dinâmicas semelhantes a painéis de LED. A técnica ganhou reconhecimento internacional, com outros criadores contribuindo para seu aprimoramento.

## Prêmios
| Ano  | Prêmio       | Categoria              | Resultado                          | Ref.   |
| ---- | ------------ | ---------------------- | ---------------------------------- | ------ |
| 2023 | Prêmio iBest | Influenciador de Games | TOP 3 (Voto Popular)               | [ 13 ] |
| 2024 | Prêmio iBest | Influenciador de Games | TOP 20 Brasil TOP 6 (Voto Popular) | [ 14 ] |